# Floriano (kommun)
Floriano är en kommun i Brasilien.   Den ligger i delstaten Piauí, i den östra delen av landet, 1 100 km nordost om huvudstaden Brasília. Antalet invånare är 57 707.
Följande samhällen finns i Floriano:
- Floriano

Omgivningarna runt Floriano är huvudsakligen savann. Runt Floriano är det glesbefolkat, med 16 invånare per kvadratkilometer.